# マルティン・ドブロツカ
マルティン・ドブロツカ（スロバキア語: Martin Dobrotka、1985年1月22日 - ）は、スロバキアのサッカー選手。元スロバキア代表。アルカ・グディニャ所属。ポジションはDF。

## クラブ歴
ŠKスロヴァン・ブラチスラヴァのユース出身で2003年にトップチームに昇格、翌2004年にSKディナモ・チェスケー・ブジェヨヴィツェに移籍、1年半在籍した。また、SKディナモ・チェスケー・ブジェヨヴィツェからMŠKリマフスカ・ソボタにレンタル移籍し1シーズンを過ごした。
2006年にŠKスロヴァン・ブラチスラヴァに復帰。2011年4月23日にはディエゴ・マラドーナの神の手を髣髴させるハンドのゴールをし、著名になった。FCニトラとのアウェーでのツォルゴン・リーガでの一戦であり、89分にフリーキックから彼の神の手で得点を果たした。0-0の均衡を破ったこの一点が決勝点となり、アウェーでの勝利を掴んだ。
2012年にSKスラヴィア・プラハに移籍し、2015年にŠKスロヴァン・ブラチスラヴァに復帰、2016年からMFKスカリツァに所属している。

## 代表歴
2009年2月11日のキプロス代表との親善試合でスターティングメンバーに名を連ね、代表初出場、60分までプレイした。なお試合は3-2で敗北した。以降の代表出場は無かった。

## タイトル
スロヴァン・ブラチスラヴァ
- スロバキア・スペルリーガ: 2008-09, 2010-11
- スロバキア・カップ: 2009-10, 2010-11
- スロバキア・スーパーカップ: 2009